# Witold Juran
Witold Juran (ur. 1952) – polski muzyk, solista, dyrygent Miejskiego Chóru Mieszanego „Lutnia” w Kłodzku od 2000 roku.
Jest absolwentem Państwowej Szkoły Muzycznej II stopnia we Wrocławiu i Podyplomowego Studium Emisji Głosu w Warszawie. W latach 1972–1976 był wykonawcą w Operze Wrocławskiej. Następnie w latach 1989–2004 był nauczycielem w Państwowej Szkole Muzycznej im. Fryderyka Chopina w Kłodzku. Z Miejskim Chórem Mieszanym „Lutnia” związany jest od 1982 roku.